# Евсеев, Дмитрий Гаврилович
Дмитрий Гаврилович Евсеев (8 ноября 1892, Пенза — 13 февраля 1942, Ташкент) — революционер, большевик, кандидат в члены Всероссийского Учредительного собрания, член ВЧК и ВЦИК, комбриг.

## Биография

### Ранние годы. Ссылка
Дмитрий Евсеев родился 8 ноября 1892 года в Пензе в семье чернорабочего. Он получил начальное образование: учился 5 лет в двухклассном сельском училище. Окончив его, Дмитрий 8 месяцев учился на рабочих курсах, которые также успешно окончил. Ученик гравёрной мастерской, получил специальность металлиста-гравёра.
С 1907 года Евсеев жил в Пензе, где работал слесарем на железнодорожной станции Пенза-1 (1907—1910). В 1910—1913 годах он был слесарем на механических заводах Воронцова и Кракка, а с 1913 (или с 1915) года стал секретарём Союза пекарей и деревообделочников Пензы (профсоюз деревообделочников, металлистов и пекарей).
Дмитрий Евсеев вступил в РСДРП в 1910 году и примкнул к большевикам. Он был арестован в мае 1915 года и, после 6 месяцев заключения, был сослан по решению царского суда на три года в Восточную Сибирь, где и находился до 1917 года.

### После 1917 года. ВЦИК и ВЧК
После Февральской революции Евсеев приехал в Петроград и вскоре был направлен ЦК партии в Иваново-Вознесенск, где стал гласным местной городской думы и председателем ревизионной комиссии профсоюза текстильщиков. Он выдвигался кандидатом в члены Всероссийского Учредительного Собрания, но избран не был.
Летом 1917 года Дмитрий Гаврилович был членом Ивановского губернского комитета (ГК) РСДРП(б), членом Ивановского окружкома РСДРП(б) и членом Военной организации Ивановского ГК. В том же году он стал начальником Красной гвардии в городе Иваново и был избран членом Президиума губисполкома.
В дни Октябрьского вооруженного восстания Евсеев был членом Петроградского Военно-революционного комитета, где возглавлял продовольственный отдел. Он также избрался делегатом от Владимирской губернии II-го Всероссийского съезда Советов, на котором стал членом ВЦИК. Вновь стал делегатом III-го Всероссийского съезда Советов (кандидат в члены ВЦИК) и IV-го Съезда (член ВЦИК).
Дмитрий Евсеев участвовал в боях против войск Керенского — Краснова под Пулковом, а затем в подавлении вооруженного выступления юнкеров в Петрограде.
С 7 (20) декабря 1917 до сентября 1918 года Евсеев был членом Всероссийской чрезвычайной комиссии (ВЧК), в которую он был назначен постановлением Совнаркома. В ВЧК Евсеев занимал должности начальника отряда на Северном фронте (1918), члена оперативной коллегии (с 9 марта 1918 года), заведующего Тюремным отделом (с марта 1918 года), заведующего Отделом по борьбе с преступлениями по должности (в апреле 1918 года), заведующего Инструкторским отделом (с июня до августа 1918 года) и заведующего Регистрационно-справочным отделом (с августа по сентябрь 1918 года). Он участвовал в разгроме центров саботажа, в ликвидации уголовных банд и вёл следствие по делам антисоветских организаций, занимавшихся отправкой офицеров на Дон для формирования белогвардейской Добровольческой армии.
После переезда ВЧК в Москву Евсеев участвовал в разоружении анархистских групп. 15 мая 1918 года после дела А. А. И В. А. Череп-Спиридовичей, «уличенных в шпионстве, черносотенной агитации и спекуляции процентными бумагами», Дмитрий Евсеев — совместно с Феликсом Дзержинским и Григорием Заксом — стал членом постоянной комиссии «для точного установления виновности задерживаемых крупных преступников и бандитов с предоставлением права означенной Особой комиссии в случае подтверждения их виновности немедленно предавать расстрелу».
После  подавления Ярославского мятежа в конце июля 1918 года был командирован из Москвы руководителем особой следственной комиссии в Ярославль, организатор красного террора в городе ("Особая следственная комиссия выявила организаторов и активистов мятежа, которые понесли заслуженное наказание"). 
Выезжал на Северный, Южный и Восточный фронты для оказания помощи местным органам в борьбе с противниками большевиков.

По докладу Евсеева ЧК созвала I-ю Всероссийскую конференцию чрезвычайных комиссий (1918), на которой Евсеев предлагал изучать опыт деятельности дореволюционных спецслужб и использовать их методы. По предложению Евсеева были предприняты первые шаги по созданию в ВЧК военной контрразведки. Он также выступил инициатором формирования корпуса войск ВЧК (1918).

Если мы не будем иметь сокровенных ушей и глаз в аристократических салонах, посольствах, миссиях и тому подобных, то мы не будем знать всех злокозненных цепей, которые куются в тиши врагами Советской власти для нас.— из выступления Д. Г. Евсеева на I-й Всероссийской конференции чрезвычайных комиссий, 14 июня 1918 года

### Военная карьера. Комбриг
С сентября 1918 до января 1919 года Дмитрий Евсеев проходил обучение в Академии Генерального штаба РККА. В 1919 году он стал начальником штаба 1-й бригады 56-й стрелковой дивизии, начальником штаба Особой бригады и начальником штаба Южного отряда. Вновь учился в Академии с 1919 по июль 1920 года.
После этого Евсеев был назначен для особых поручений при начальнике штаба Запасной армии Республики и помощником начальника штаба той же армии (с 1 августа по 21 октября 1920 года). Он ещё раз учился в Академии РККА с октября 1920 до января 1922 года и, в итоге, окончил её.
С января 1922 до 1923 года Евсеев занимал пост начальника элитных войск — Частей особого назначения (ЧОН) — Московской губернии, а затем — комбрига ОСНАЗ (1922—1924). С февраля 1924 года, ровно один год, он был управляющим делами Центрального управления снабжения РККА.

### Работа в Германии. Эвакуация и смерть
С февраля по декабрь 1925 года Дмитрий Евсеев состоял членом правления Ковровского хлопчатобумажного треста, а затем — на аналогичной должности в Западно-Восточно-Европейском товарообменном акционерном общества «Востваге» (1925—1927). С 1927 года он заведовал антикварным отделом торгпредства СССР в Германии.
Затем в резерве РККА. В апреле 1931 назначен Приказом РВС СССР начальником штаба 13 стрелкового корпуса. Приказ отменён в ноября 1931, оставлен в резерве РККА.
В 1941 году Евсеев тяжело заболел и после начала Великой Отечественной войны, в октябре, эвакуировался в Ташкент. 13 февраля 1942 года Дмитрий Гаврилович Евсеев скончался в столице Узбекской ССР.

## Произведения
- Д. Г. Евсеев опубликовал ряд статей в легальном большевистском журнале «Вопросы Страхования»[1].

## Семья
Жёны:
- Ольга Всеволодовна — немка, дворянка.
- Анна Ивановна — секретарь в подразделении ЧК.